# 第十三届全国人民代表大会代表名单
中华人民共和国第十三届全国人民代表大会代表，由35个选举单位选举产生，任期由2018年3月至2023年3月。
依据2017年4月27日第十二届全国人民代表大会常务委员会第二十七次会议通过的《第十三届全国人民代表大会代表名额分配方案》，第十三届全国人民代表大会代表总数不超过3,000人，名额分配同上一届，即：北京市42名、天津市33名、河北省116名、山西省61名、内蒙古自治区53名、辽宁省94名、吉林省58名、黑龙江省84名、上海市50名，江苏省138名，浙江省84名，安徽省104名，福建省62名，江西省76名，山东省162名，河南省159名，湖北省108名，湖南省110名，广东省151名，广西壮族自治区85名，海南省21名，重庆市55名，四川省137名，贵州省66名，云南省87名，西藏自治区17名，陕西省65名，甘肃省49名，青海省18名，宁夏回族自治区18名，新疆维吾尔自治区56名，香港特别行政区36名，澳门特别行政区12名，台湾省暂时选举13名，中国人民解放军265名，其余255名由全国人民代表大会常务委员会依据法律另行分配。
2017年12月中旬至2018年1月，全国35个选举单位共选举产生了2,980名第十三届全国人大代表。2018年2月24日，第十二届全国人民代表大会常务委员会第三十三次会议24日表决通过了第十二届全国人大常委会代表资格审查委员会关于第十三届全国人大代表的代表资格的审查报告，确认2,980名十三届全国人大代表的代表资格全部有效。在选出的代表中，少数民族代表共438名，占代表总数的14.70%，全国55个少数民族都有本民族的代表；归侨代表共39名；连任代表共769名，占代表总数的25.81%。与上一届（第十二届）相比，妇女代表742名，占代表总数的24.90%，提高了1.5个百分点；一线工人、农民代表468名（其中有45名农民工代表），占代表总数的15.70%，提高了2.28个百分点；专业技术人员代表613名，占代表总数的20.57%，提高了0.15个百分点；党政领导干部代表1,011名，占代表总数的33.93%，降低了0.95个百分点。
2018年3月3日，中华人民共和国国防部发布消息“解放军和武警部队代表团”组成。此前，第十三届全国人民代表大会代表名单中的名称“解放军代表团”变化为“解放军和武警部队代表团”。269名代表人数也发生变化。此前，除武警总部的全国人大代表在解放军代表团中，各省、市、自治区武警总队的全国人大代表都分散在各地代表团中。若干代表辞职、罢免后，中国人大网在2022年10月显示的解放军和武警部队代表团代表人数为285人。
以下列出第十三届全国人民代表大会代表名单。代表变动情况见末尾。

## 选举单位

### 北京市
原有55名 ，现有58名。
| 姓名   | 政党   | 性别 | 民族 | 出生日期             | 现职                                                                                            | 备注               |
| ------ | ------ | ---- | ---- | -------------------- | ----------------------------------------------------------------------------------------------- | ------------------ |
| 马一德 | 致公党 | 男   | 汉   | 1967年3月（58歲）    | 中南财经政法大学教授、博士生导师 中国知识产权法研究会副会长                                     |                    |
| 王全   | 中共   | 男   | 汉   | 1959年8月（65歲）    | 北京市怀柔区渤海镇北沟村党支部书记                                                              |                    |
| 王铮   | 民进   | 男   | 汉   | 1964年4月（61歲）    | 北京大学附属中学校长                                                                            |                    |
| 方复全 | 民进   | 男   | 汉   | 1964年10月（60歲）   | 首都师范大学副校长 中国科学院院士                                                               |                    |
| 厉莉   | 中共   | 女   | 汉   | 1978年8月（46歲）    | 北京市房山区人民法院民二庭庭长                                                                  |                    |
| 田春艳 | 无党派 | 女   | 满   | 1976年10月（48歲）   | 北京市建设工程质量第三检测所有限责任公司总工程师 北京市市政工程研究院市政工程专业硕士研究生导师 |                    |
| 冯乐平 | 中共   | 女   | 汉   | 1962年2月（63歲）    | 北京庞各庄农产品产销有限公司董事长 北京市农产品协会会长                                         |                    |
| 任鸣   | 中共   | 男   | 汉   | 1960年2月（65歲）    | 北京人民艺术剧院院长，中国话剧协会副主席                                                        |                    |
| 伊彤   | 无党派 | 女   | 满   | 1967年2月（58歲）    | 北京市科学技术研究院北京科学学研究中心副主任                                                    |                    |
| 刘加军 | 中共   | 男   | 汉   | 1964年5月（61歲）    | 中国能建北京设备公司磨机事业部金属结构厂铆工二班班长                                            |                    |
| 刘伟   | 中共   | 男   | 汉   | 1957年10月（67歲）   | 北京市人大常委会副主任                                                                          |                    |
| 齐玫   | 无党派 | 女   | 满   | 1960年3月（65歲）    | 首都博物馆首席研究馆员                                                                          |                    |
| 闫傲霜 | 致公党 | 女   | 汉   | 1963年8月（61歲）    | 北京市人大常委会副主任、致公党北京市委主委                                                      |                    |
| 杜德印 | 中共   | 男   | 汉   | 1951年7月（73—74歲） | 全国人大民族委员会副主任 曾任北京市人大常委会主任、党组书记                                     |                    |
| 李伟   | 中共   | 男   | 汉   | 1958年1月（67歲）    | 北京市人大常委会主任                                                                            |                    |
| 李俊丰 | 中共   | 男   | 汉   | 1975年9月（49歲）    | 北京首发公路养护工程有限公司第三养护管理中心工段长                                              |                    |
| 李勇   | 中共   | 男   | 汉   | 1981年3月（44歲）    | 北京市保安服务总公司海淀分公司企业管理部主任兼特勤保安大队长、纠察队长                          |                    |
| 李晓林 | 民建   | 男   | 汉   | 1953年4月（72歲）    | 林达集团董事长                                                                                  |                    |
| 杨万明 | 中共   | 男   | 汉   | 1961年1月（64歲）    | 最高人民法院副院长                                                                              |                    |
| 杨元庆 | 中共   | 男   | 汉   | 1964年11月（60歲）   | 联想集团董事局主席和CEO                                                                         |                    |
| 吴素芳 | 中共   | 女   | 汉   | 1963年7月（61—62歲） | 北京市财政局局长                                                                                |                    |
| 吴晨   | 无党派 | 男   | 汉   | 1967年8月（57歲）    | 北京市建筑设计研究院有限公司总建筑师、首钢集团总建筑师                                          |                    |
| 邱勇   | 中共   | 男   | 汉   | 1964年7月（60—61歲） | 清华大学校长 中国科学院院士                                                                     |                    |
| 何福胜 | 民盟   | 男   | 汉   | 1960年8月（64歲）    | 清华大学外语系教授 民盟北京市委副主委                                                           |                    |
| 张工   | 中共   | 男   | 汉   | 1961年8月（63歲）    | 国家市场监督管理总局局长                                                                        |                    |
| 张礼斌 | 民进   | 男   | 汉   | 1960年8月（64歲）    | 北京市第三十一中学校长                                                                          |                    |
| 张建东 | 中共   | 男   | 汉   | 1962年7月（62—63歲） | 北京市人民政府副市长                                                                            |                    |
| 陈立人 | 无党派 | 男   | 汉   | 1965年4月（60歲）    | 北京体育大学副校长、国家跆拳道队总教练                                                          |                    |
| 陈吉宁 | 中共   | 男   | 汉   | 1964年2月（61歲）    | 北京市人民政府市长                                                                              |                    |
| 陈刚   | 中共   | 男   | 汉   | 1965年4月（60歲）    | 中华全国总工会党组书记、副主席、书记处第一书记                                                  | 自河北省代表团调入 |
| 陈雍   | 中共   | 男   | 满   | 1966年10月（58歲）   | 中共北京市委常委、纪委书记 北京市监察委员会主任                                                 | 自重庆市代表团调入 |
| 林建华 | 中共   | 男   | 汉   | 1955年10月（69歲）   | 北京大学未来教育管理研究中心主任                                                                |                    |
| 罗瀛   | 民革   | 女   | 满   | 1973年1月（52歲）    | 北京市延庆区副区长                                                                              |                    |
| 周立云 | 中共   | 男   | 汉   | 1963年2月（62歲）    | 北京市大兴区委书记                                                                              |                    |
| 庞丽娟 | 民进   | 女   | 汉   | 1962年8月（62歲）    | 北京市人大常委会副主任                                                                          |                    |
| 赵郁   | 中共   | 男   | 汉   | 1968年6月（57歲）    | 北京奔驰汽车有限公司汽车装调高级技师                                                            |                    |
| 赵春雷 | 中共   | 男   | 汉   | 1962年3月（63歲）    | 中国铁路北京局集团董事长                                                                        | 自山西省代表团调入 |
| 赵晓燕 | 无党派 | 女   | 汉   | 1969年6月（56歲）    | 北京市农林科学院蔬菜研究中心农产品保鲜与加工研究室主任                                          |                    |
| 侯湛莹 | 中共   | 女   | 汉   | 1982年8月（42歲）    | 北京工美集团北京握拉菲首饰有限公司设计部主任                                                    |                    |
| 秦飞   | 无党派 | 男   | 汉   | 1965年6月（60歲）    | 北京工业大学机电学院教授                                                                        |                    |
| 班宇侠 | 九三   | 女   | 回   | 1973年11月（51歲）   | 北京急救中心南区分中心副主任医师                                                                |                    |
| 夏伟东 | 中共   | 男   | 汉   | 1960年1月（65歲）    | 《求是》杂志社社长                                                                              |                    |
| 夏林茂 | 中共   | 男   | 汉   | 1976年5月（49歲）    | 中共北京市东城区委书记                                                                          |                    |
| 顾晋   | 农工党 | 男   | 汉   | 1959年2月（66歲）    | 北大首钢医院院长、北京大学肿瘤医院结直肠肿瘤外科主任医师                                        |                    |
| 徐滔   | 中共   | 女   | 汉   | 1968年9月（56歲）    | 北京广播电视台副总编辑                                                                          |                    |
| 高子程 | 中共   | 男   | 汉   | 1962年2月（63歲）    | 康达律师事务所合伙人                                                                            |                    |
| 唐海龙 | 中共   | 男   | 汉   | 1966年5月（59歲）    | 中共北京市委副秘书长                                                                            | 自上海市代表团调入 |
| 谈绪祥 | 中共   | 男   | 汉   | 1966年5月（59歲）    | 北京市发展和改革委员会主任                                                                      |                    |
| 阎建国 | 九三   | 男   | 汉   | 1960年7月（64—65歲） | 北京市信利律师事务所执业律师                                                                    |                    |
| 寇昉   | 中共   | 男   | 汉   | 1963年10月（61歲）   | 北京市高级人民法院院长                                                                          | 自吉林省代表团调入 |
| 敬大力 | 中共   | 男   | 汉   | 1958年2月（67歲）    | 北京市人民检察院检察长                                                                          |                    |
| 韩永进 | 中共   | 男   | 汉   | 1958年2月（67歲）    | 国家图书馆理事会理事长                                                                          |                    |
| 程京   | 民建   | 男   | 汉   | 1963年7月（61—62歲） | 清华大学医学院教授、博导 中国工程院医药卫生学部院士                                             |                    |
| 靳伟   | 中共   | 男   | 汉   | 1972年5月（53歲）    | 北京市人民政府秘书长                                                                            |                    |
| 雷军   | 无党派 | 男   | 汉   | 1969年12月（55歲）   | 小米科技董事长兼首席执行官                                                                      |                    |
| 蔡奇   | 中共   | 男   | 汉   | 1955年12月（69歲）   | 中共中央政治局委员，中共北京市委书记                                                            |                    |
| 潘敬东 | 中共   | 男   | 汉   | 1967年9月（57歲）    | 北京市电力公司董事长                                                                            | 自河北省代表团调入 |
| 戴天方 | 中共   | 男   | 汉   | 1970年4月（55歲）    | 中国航天科工集团有限公司首席技师                                                                |                    |

### 天津市
原有42名，现有38名。
| 姓名   | 政党   | 性别 | 民族 | 出生日期             | 现职                                                                                      | 备注                        |
| ------ | ------ | ---- | ---- | -------------------- | ----------------------------------------------------------------------------------------- | --------------------------- |
| 才华   | 致公党 | 男   | 汉   | 1969年9月（55歲）    | 天津市律师协会副会长，天津华盛理律师事务所主任                                            |                             |
| 马杰   | 中共   | 女   | 回   | 1963年1月（62歲）    | 中国航天科工集团第二研究院党委副书记                                                      |                             |
| 王小云 | 致公党 | 女   | 汉   | 1966年8月（58歲）    | 山东大学数学学院教授，博士生导师 中国科学院数学物理学部院士                               |                             |
| 王胜明 | 中共   | 男   | 汉   | 1956年11月（68歲）   | 全国人大法制工作委员会副主任，兼任中国法学会副会长                                        |                             |
| 王洪海 | 中共   | 男   | 汉   | 1963年7月（61—62歲） | 中共天津市宁河区委书记                                                                    |                             |
| 王艳   | 中共   | 女   | 回   | 1973年5月（52歲）    | 天津市公交集团第三客运有限公司驾驶员                                                      |                             |
| 孔晓艳 | 无党派 | 女   | 汉   | 1967年5月（58歲）    | 天津滨海柜台交易市场股份公司董事长，天津产权交易中心主任                                  | 被罢免                      |
| 邓凯   | 中共   | 男   | 汉   | 1959年12月（65歲）   | 中华全国总工会党组副书记                                                                  |                             |
| 邓修明 | 中共   | 男   | 汉   | 1964年12月（60歲）   | 天津市监察委员会主任                                                                      |                             |
| 叶赞平 | 民革   | 男   | 汉   | 1967年2月（58歲）    | 中国国民党革命委员会中央委员会常务委员                                                    |                             |
| 巩建丽 | 无党派 | 女   | 汉   | 1969年12月（55歲）   | 天津第一机床总厂装配三车间副主任                                                          |                             |
| 刘巍   | 无党派 | 男   | 汉   | 1960年4月（65歲）    | 中国核电工程有限公司总经理                                                                |                             |
| 齐玉   | 中共   | 男   | 汉   | 1961年4月（64歲）    | 外交部党委书记、部机关党校校长 全国人大代表资格审查委员会副主任委员、监察和司法委员会委员 |                             |
| 关牧村 | 中共   | 女   | 满   | 1953年11月（71歲）   | 中国音乐家协会副主席                                                                      |                             |
| 孙丰源 | 九三   | 男   | 汉   | 1958年3月（67歲）    | 天津医科大学眼科医院眼眶病研究所所长 九三学社天津市委员会副主委                           |                             |
| 李刚   | 中共   | 男   | 汉   | 1969年11月（55歲）   | 天津钢管集团股份有限公司加工部主任电气师，天津市总工会兼职副主席                          |                             |
| 李响   | 中共   | 男   | 汉   | 1965年10月（59歲）   | 华星北方汽车贸易有限公司党委书记、总经理 天津市商会副会长                                 |                             |
| 李家俊 | 中共   | 男   | 汉   | 1955年11月（69歲）   | 天津大学党委书记                                                                          |                             |
| 李鸿忠 | 中共   | 男   | 汉   | 1956年8月（68歲）    | 中共天津市委书记                                                                          |                             |
| 李静   | 中共   | 女   | 汉   | 1963年4月（62歲）    | 天津市高级人民法院党组书记、院长                                                          | 自湖北省代表团调入          |
| 李巍   | 中共   | 男   | 汉   | 1963年9月（61歲）    | 工业和信息化部原材料工业司司长                                                            |                             |
| 杨光   | 中共   | 男   | 汉   | 1962年11月（62歲）   | 天津市人力资源和社会保障局党组书记、局长 市委组织部副部长（兼）                           |                             |
| 杨茂荣 | 中共   | 男   | 汉   | 1962年5月（63歲）    | 中共天津市滨海新区区委副书记、天津市滨海新区人民政府区长                                  |                             |
| 杨宝玲 | 中共   | 女   | 汉   | 1957年1月（68歲）    | 天津市滨湖资产管理有限公司董事长 天津市东丽区华明街道胡张庄村党总支书记                   |                             |
| 肖怀远 | 中共   | 男   | 汉   | 1953年6月（72歲）    | 全国人大常委会委员 全国人大民族委员会副主任委员                                           |                             |
| 邱立成 | 民进   | 男   | 汉   | 1962年6月（63歲）    | 民进天津市委副主委，南开大学经济学院副院长、教授                                          |                             |
| 张伯礼 | 中共   | 男   | 汉   | 1948年2月（77歲）    | 天津中医药大学校长 中国工程院医药卫生学部院士                                             |                             |
| 张智龙 | 农工党 | 男   | 汉   | 1961年8月（63歲）    | 天津市中医药研究院副院长                                                                  |                             |
| 苑广睿 | 中共   | 男   | 汉   | 1964年4月（61歲）    | 天津市发展和改革委员会副主任                                                              |                             |
| 周振海 | 中共   | 男   | 汉   | 1960年5月（65歲）    | 中国人民银行天津分行党委书记、行长 国家外汇管理局天津市分局局长                           |                             |
| 周潮洪 | 民革   | 女   | 汉   | 1967年11月（57歲）   | 天津市水利科学研究院副院长                                                                |                             |
| 周德睿 | 中共   | 男   | 汉   | 1966年2月（59歲）    | 天津市副市长                                                                              | 自湖南省代表团调入          |
| 段春华 | 中共   | 男   | 汉   | 1959年10月（65歲）   | 天津市人大常委会主任                                                                      |                             |
| 宫鸣   | 中共   | 男   | 汉   | 1962年7月（62—63歲） | 天津市人民检察院党组书记、检察长                                                          |                             |
| 高玉葆 | 民盟   | 男   | 汉   | 1955年10月（69歲）   | 民盟天津市委副主委，天津师范大学校长                                                      |                             |
| 高憬宏 | 中共   | 男   | 汉   | 1959年8月（65歲）    | 最高人民法院党组成员、副院长、审判委员会委员、审判员                                      |                             |
| 郭红静 | 无党派 | 女   | 汉   | 1980年9月（44歲）    | 天津立中集团股份有限公司仓储科五金杂品管理组组长                                          |                             |
| 席真   | 无党派 | 男   | 汉   | 1963年5月（62歲）    | 南开大学化学学院副院长                                                                    |                             |
| 温娟   | 中共   | 女   | 汉   | 1977年11月（47歲）   | 天津市生态环境科学研究院副院长                                                            |                             |
| 谢津秋 | 民建   | 女   | 汉   | 1963年10月（61歲）   | 天津市审计局总审计师 民建天津市委员会副主任委员                                           |                             |
| 廖国勋 | 中共   | 男   | 土家 | 1963年2月（62歲）    | 中共天津市委副书记、天津市人民政府市长                                                    | 自上海市代表团调入 任内逝世 |

### 河北省（125名）
丁绣峰、于泳、于普松、乞国艳（女）、卫彦明、马永平（女，回族）、马加友、王凤巧（女）、王凤英（女）、王东峰、王立彤、王刚、王连灵（女）、王连增、王沪宁、王树华、王峰、尤立增、方金华（女）、方建平、尹立云（女）、邓沛然、龙庄伟（苗族）、卢庆国、田永君、田纯刚、冯丽朝（女）、冯敬坤（女）、吕志成、刘春香（女，回族）、刘贵芳（女）、安际衡、祁万利、祁春风（满族）、许勤、孙宝厚、纪清巨、杜彦良、李长庚、李志刚、李丽华（女）、李沈明、李征、李宝忠、李彦平（女）、李素环（女）、李博、李强、杨伟坤（女）、杨国占、杨树安、杨剑宇、杨震生、时清霜、吴相君、何金英（女）、张少琴、张东河、张业、张汝财、张军（女）、张丽侠（女，回族）、张利民（满族）、张青彬、张淑芬（女）、张富民（满族）、张瑞书、张静（女）、陈凤珍（女）、陈平、陈刚、陈建华、陈春芳、陈树波、陈福利、邵利民、武卫东、武志永、范照兵、尚金锁、明海、周文涛、周光权、周松勃、周淑英（女）、庞永辉、郑玉晓（女）、郑喜兰（女）、孟建民、赵治海、郝俊海、荣久华、哈明江（回族）、侯二河、侯华梅（女）、祝淑钗（女）、袁红梅（女）、袁桐利、柴会恩（女）、党晓龙、倪海琼、徐佐、徐建华、郭建仁、郭建英、郭建增、郭素萍（女）、黄立军、梅世彤、曹汝涛、曹宝华、常丽虹（女）、崔海霞（女）、梁惠玲（女）、葛会波、董晓宇、韩树旺、温秀玲（女）、靳灵展（女）、詹国海、鲍守坤、潘敬东、魏立华、魏志民、籍涛（蒙古族）。

### 山西省（70名）
卫小春、马瑞燕（女）、王文保、王立伟、王成、王金南、王俊飚、王润梅（女）、王娟玲（女）、王雅丽（女）、牛三平、双少敏（女）、古小玉、申纪兰（女）、田永东、丛斌、冯冰（回族）、冯军、邢利民、吕春祥、朱晓东、任建华、刘予强、刘正、刘志宏、刘宏新、刘锋、刘鹤、许小红（女）、孙涛、李志强、李春生、李秋喜、李晋平、李桂琴（女）、杨林花（女）、杨振武、杨景海、杨勤荣、杨蓉（女）、吴恒、邱水平、辛琰（女）、张宏祥、张建国、陈振亮、武宏文、武涛、郑连生、赵立欣（女）、赵春雷、郝旭、胡玉亭、姜四清、姚武江、骆惠宁、栗翠田、贾樟柯、高丙伟、高建民、高祥明、郭凤莲（女）、郭迎光、黄庆学、阎少泉（女）、阎美蓉（女）、董林、楼阳生、雷健坤（女）、褚旭亮。

### 内蒙古自治区（58名）
中央提名：习近平、乌日图（蒙古族）、傅莹（女，蒙古族）、于旭波、杨飞云
于立新（蒙古族）、马春雨、王波、王欣会（女）、王俊祥（蒙古族）、王晓红（女）、戈明（蒙古族）、布小林（女，蒙古族）、史玉东、代喜院（鄂伦春族）、冯玉臻、冯艳丽（女）、邢界红（女）、刘亚声（女）、刘会成、刘丽芬（女）、刘奇凡、那顺孟和（蒙古族）、李玉良、李全文、李纪恒、李国琴（女）、李荣禧、李琪林、李翠枝（女）、杨宗仁（蒙古族）、吴英（女）、吴云波（蒙古族）、张磊、张建民、张晓兵、张继新、张骥翼、陈良（蒙古族）、奇巴图（蒙古族）、呼和巴特尔（蒙古族）、周义哲、孟和（蒙古族）、孟宪东、赵会杰（女，满族）、赵江涛（蒙古族）、郝茂荣（蒙古族）、费东斌、娜仁图雅（女，蒙古族）、索曙辉（达斡尔族）、贾润安、高世宏、郭艳玲（女）、梅花（女，鄂温克族）、龚明珠（蒙古族）、朝勒孟（蒙古族）、薛志国、霍照良（蒙古族）。

### 辽宁省（102名）
于天敏、马晓红（女）、王力威、王丽（女）、王作英（女）、王尚典、王悦（女，回族）、王家娟（女）、王德佳、支艳茹（女）、文广（蒙古族）、田树槐、白春礼（满族）、白雪峰、冯玉萍（女）、冯艳玲（女）、冯淑玲（女，满族）、兰建勇、朱苏荣（女）、朱朝治（满族）、庄艳（女）、刘宏（女）、刘宏艳（女，蒙古族）、刘征、刘政奎、关志鸥（满族）、米忠义（回族）、许安标、孙元华（女，朝鲜族）、孙东明、孙志浩、孙轶、李士伟（满族）、李天书、李和忠、李宗胜、李春建、李桂杰（女，满族）、李景玉（满族）、李潞（女）、杨松（女）、杨忠林（蒙古族）、杨学明、杨洁篪、杨彬、来鹤（蒙古族）、肖盛峰、吴玉良、吴京耕（蒙古族）、吴艳良、余功斌、张世超、张成中、张学群、张珂、张柏楠、张艳（女，满族）、张桂平（女）、张桂芹（女）、张海涛、陈求发（苗族）、陈秀艳（女）、陈健、陈继壮、陈温福、武文飞（女）、林永忠、金京哲（朝鲜族）、庞辉（女）、官启军（女，满族）、郎奎平、孟庆海、赵乐韬、赵明枝（女，满族）、赵爱军、郝春荣（女）、柳磊、侯漫路（女）、姜有为、栗生锐（满族）、贾文勤（女）、徐颂、高伟、高琛（女）、高颖明（满族）、郭凯、郭洪泉、郭雷、唐一军、唐廷波、涂冬、鹿新弟、韩秋香（女，满族）、韩恩厚、谢金红（女）、裴伟东、廖建宇、谭成旭、肇颖斌（女，满族）、潘利国、戴长冰、戴继双。

### 吉林省（64名）
中央提名：孙春兰（女）、张立军、杨志今、张伯军、金红光（朝鲜族）、刘云志
丁照民、于中赤、王子联、王立平、王廷双、王冰（满族）、王江滨（女）、王金行、王艳凤（女）、王润、王家骐、车秀兰（女）、巴音朝鲁（蒙古族）、朴松烈（朝鲜族）、朱桂艳（女）、华金良、华树成、刘长龙、刘化文、刘丽岩（女）、刘非、刘峰、刘益春、齐嵩宇、安桂武、孙丰月、孙树祯、李圣范（朝鲜族）、李秀林、李明伟、李彩云（女）、杨小天、杨克勤、谷凤杰（女）、初建美（女）、张宝艳（女）、邵志豪、林武、图门（蒙古族）、金寿浩（朝鲜族）、金振吉（朝鲜族）、金雄（朝鲜族）、郑秋林、赵龙虎（朝鲜族）、赵彪、咸顺女（女,朝鲜族）、秦和（女,满族）、钱万成、徐艳茹（女）、徐留平、高桂英（女）、郭乃硕、陶治国、寇昉、韩福春、景俊海、曾范涛（满族）、谢忠岩。

### 黑龙江省（92名）
于飞、马旭（满族）、马清辉（女）、丰晓敏（女）、王守聪、王军、王进喜、王金会、王秋实、王宪魁、王常松、方同华、甘荣坤、石时态、石嘉兴（满族）、田立坤、白亚琴（女）、冯燕（女）、伍辉（女）、刘杰、刘海玲（女）、刘蕾（女，赫哲族）、孙雨飞（女）、孙艳玲（女，满族）、孙喆、孙斌、李大义、李玉刚、李永莱、李亚兰（女）、李坤、李建强、李振国、李海涛、李寅、杨晶 (1963年)（女，回族）、杨震、何新、冷友斌、宋宏伟、宋波、张子林、张军、张庆伟、张志祥、张雨浦（回族）、张海英（女）、张家文（蒙古族）、张常荣、张敬华（女）、张斌、张慧（女，鄂伦春族）、陆昊、陈佐东、陈述涛（满族）、陈锡文、苗秀（女）、岳国君、金东浩（朝鲜族）、周玉、郑功成、赵文龙、赵乐际、赵铭（满族）、胡亚枫、胡江、贾大风、贾红涛、贾君、徐贤淑（女，朝鲜族）、徐绍史、徐建国、高永、高向秋（女）、高岩、高春艳（女）、高继明、郭成宇（女）、曹永鸣（女）、康志军、董文琴（女）、韩库、韩振东、焦云、谢宝禄、鲍文波、静波、谭琳（女）、翟友财、翟清斌、鞠秀芹（女）、魏春（女）。

### 上海市（59名）
丁光宏、丁仲礼、马兰（女）、王伟（女）、王霞（女，蒙古族）、王安忆（女）、王秀峰、王建宇、王俊峰、朱芝松、朱国萍（女）、朱建弟、刘艳（女）、刘小兵、刘晓云、刘新华（回族）、汤亮、许立荣、许宁生、寿子琪、花蓓（女，回族）、李丰、李林、李斌、李强、吴光辉、应勇、沈彪、沈春耀、宋元俊、张本才、张兆安、陈力、陈虹、陈靖、陈国民、陈鸣波、陈晶莹（女）、邵志清、杭迎伟、杲云、金锋、周燕芳（女）、顾军、柴闪闪、徐征、徐如俊、徐珏慧（女）、殷一璀（女）、唐海龙、黄迪南、曹可凡、曹立强、章伟民、董传杰、廖国勋（土家族）、廖昌永、樊芸（女）、潘向黎（女）。

### 江苏省（150名）
丁纯、马秋林、王江、王芳（女）、王秦、王超、王巍、王天琦、王立科（满族）、王立峰、王吉永、王红军、王连春、王利平、王贻芳、王维峰、王强众、王静成、王嘉鹏、车捷、尹中卿、龙翔、史立军、付红玲（女）、邢青松、吉炳轩、吉桂凤（女）、权太琦（女）、吕建、朱晶（女）、朱小坤、庄毓敏（女）、刘华（女）、刘璠、刘怀平、刘忠斌（回族）、刘锦兰、闫丽娟（女）、孙桂泉、孙景南（女）、孙飘扬、杜小刚、李生、李晴、李薇（女）、李叶红（女）、李亚平、李学勇、李承霞（女）、李鸿彬、李甦雁（女）、李楠楠（女）、杨震、杨庚豹、杨恒俊、肖伟、吴向东、吴国平、吴政隆、吴惠芳、何健忠、佘才高、余瑞玉（女）、冷溶、汪泉、沈仁芳、宋勇、张勇、张雷、张叶飞、张立祥、张近东、张春生、张晓北、张爱军、张常宁（女）、张道衡、陆永泉、陆亚萍（女）、陈立、陈杰、陈源、陈澄（女）、陈鑫、陈丽芬（女）、陈蒙蒙、陈锦石、陈静瑜、陈震宁、招启柏、欧阳华、周立成、周素明、周铁根、周善红、郑葵阳、项雪龙、赵伟（女）、胡冶、胡明春、柯军、段俊（女）、皇甫立同、侯学元、昝圣达、娄勤俭、费少云、秦光蔚（女）、聂永平、莫元花（女）、夏道虎、钱加艳（女）、钱凯法、徐莹、徐一平、徐华勤、徐郭平、徐镜人、殷勇、翁孟勇、高苏娟（女）、高毅进、郭新明、唐金海、唐慧娟（女）、凌屹、曹鸿鸣、崔桂亮、崔根良、银燕、葛菲（女）、葛道凯、蒋宇霞（女）、蒋卓庆、韩立明（女）、焦新安、鲁曼（女）、鲁培军、谢志成、蓝绍敏、窦希萍（女，满族）、蔡昉、蔡达峰、蔡丽新（女）、熊思东、缪瑞林、潘雪平、戴源、戴元湖、戴雅萍（女）。

### 浙江省
- 94名[56]

丁列明、于跃敏（女）、马卫光、马荣荣、王晨、王巍、王辉忠、王滨梅（女）、元茂荣、车俊、方敏（女）、方中华、方剑乔、尹学群、邓丽（女）、叶诗文（女）、叶新华、呂世明、刘廷、刘锐（女）、刘建明、刘建超、孙军、孙国文、李书福、李占国、李玲蔚（女）、杨金龙、步正合、吴晓东、邱光和、余红艺（女）、邹晓东、汪康、沈岩、沈满洪、沈德法、张兵、张耕、张天任、张世方、张苏军、张咏梅（女）、张治芬（女）、张建超、陈玮（女）、陈乃科（归侨）、陈宗年、陈保华、陈爱珠（女）、陈爱莲（女）、姒健敏、林毅、林天干、欧其、罗卫红（女）、周慧（女）、周忠莲（女）、郑杰、郑亚莉（女）、郑坚江、郑裕财、胡少先、胡成中、胡季强、胡海峰、柯建华（女）、钟海燕（女，畲族）、俞学文、袁晶（女）、袁家军、贾宇、夏永祥、钱三雄、徐文光、徐立毅、徐宇宁、徐冠巨、翁丽芬（女）、席文、黄政仁、黄美媚（女）、崔巍（女）、章国强、梁黎明（女）、葛明华、葛益平、蒋胜男（女）、温暖、裘东耀、窦树华、蔡继明、滕宝贵、潘美儿（女）。

### 安徽省
- 113名[57]

中央提名：尤权、谢国明、朱明春、鲜铁可、程恩富、窦晓玉（女）、徐辉、周建军、孙其信
丁士启、丁宏锁（女）、于丕涛、王传霖、王孝巧（女）、王诚、王建伟、王绍南、王祖伟、王容川、王萌萌（女）、王翠凤（女）、牛朝诗、方志宏、尹同跃、孔晓宏、孔涛、邓向阳、左俊、卢平、卢凌保、叶露中、包信和、闪亚彬（回族）、吕卉（女）、吕亮功、朱读稳、任千里、刘汉如、刘庆峰、刘丽（女）、刘秀云（女）、刘荣玉（女）、刘琴（女，回族）、刘惠、许继伟、孙正东、孙学龙、杜延安、杜应流、李小莉（女）、李卫华、李國英、李素萍（女）、李爱青、李祥斌、李锦斌、杨军、杨杰、杨善林、杨善竑（女）、吴友胜、吴永利、吴梅芳（女）、沈素琍（女）、张凡华、张天培、张冬云、张孝成、张来辉、张宏妹（女）、张荣珍（女）、张莉（女）、张箭、陆胜祥、陈先志、陈冰冰、陈林、陈建银（女）、陈静（女）、罗平（女）、罗建国、岳喜环（女）、金葆康、周福庚、赵玉秀（女）、赵皖平、胡启生、姚顺武、贺懋燮、袁亮、耿学梅（女）、徐恒秋（女）、徐淙祥、凌云（女）、高莉（女）、黄春燕（女）、曹仁贤、崔建梅（女）、章昌平、梁金辉、彭寿、董开军、韩再芬（女）、程鼎、程寒飞、储小芹（女）、谢广祥、雍成瀚、潘保春、薛江武（女）、戴启远、檀结庆、魏臻。

### 福建省
- 69名[58]

丁世忠（回族）、于伟国、王光远、王洪祥、王培、王毅、尤猛军、邓力平、卢玉胜、叶双瑜、付贤智、冯鸿昌、兰平勇（畲族）、兰臻（女，畲族）、庄稼汉、刘远、刘学新、刘献祥、许维泽、严正、李建辉、李钺锋、吴金笔、吴偕林、余红胜、沈跃跃（女）、张广敏、张玉珍（女）、张志军、张沁荣（女）、张林顺、张荣、张璐（女）、陆銮眉（女）、陈国鹰、陈家东、陈紫萱（女）、林文耀、林华忠、林兴禄、林腾蛟、郑奎城、郑家建、赵静（女）、柳红（女）、侯艳梅（女）、洪杰、洪波、徐科（女）、翁国星、郭军（女）、郭晶晶 (1985年)（女）、郭锡文、唐登杰、黄茂兴、黄爱民（女）、黄蕾（女，高山族）、康涛、章联生、粟琼（女，土家族）、舒婷（女）、释则悟、曾云英（女）、曾静萍（女）、雷金玉（女，畲族）、黎立璋、潘越（女）、薛玉凤（女）、霍敏。

### 江西省
- 81名[59]

于秀明、于金镒、于集华、马叶江（满族）、马志武（回族）、王少玄、王水平、王爱和、支月英（女）、毛伟明、孔发龙、左香云、卢天锡、叶仁荪、田云鹏、史文清（蒙古族）、冯帆（女）、兰念瑛（女，畲族）、宁钢、朱虹、邬成香（女）、刘光萍（女）、刘奇、刘金接、刘建洋、刘德培、许小英（女）、许锐、孙新阳、李江河、李秀香（女）、李洪亮、杨贵平、肖利平、余梅（女）、张小平、张伟（女）、张国新、张金涛、张鸿星、张婧婧（女）、张景辉、张智富、陈康平、陈隆梅（女）、陈赣飞、林印孙、林彬杨、罗小云、罗来昌、罗胜联、周萌、周新民、郑浩、胡可明、胡梅英（女）、胡强、信春鹰（女）、袁政海、栗战书、夏文勇、郭达文、郭安、黄文生、黄俐波（女）、黄菊花（女）、黄路生、梅亦（女）、鹿心社、葛晓燕（女）、董晓健、喻春梅（女）、曾文明、温菲、谢来发、谢建辉、雷燕琴（女，畲族）、蔡细春（女）、熊建明、魏后凯、魏洪义。

### 山东省
- 175名[60]

丁玉华、于安玲（女）、于金明、于晓明、于海田、万连步、马化彬（回族）、马传先（女，回族）、马传凯（回族）、马波（回族）、王一君、王士岭、王文涛、王玉志、王刚、王红星、王忠林、王金书、王学斌、王威东、王钦峰、王秋玲（女）、王修林、王勇、王桂波、王晓洁（女）、王晓菲（女）、王凌（女）、王娟（女）、王雪梅（女）、王银香（女）、王随莲（女）、王雁（女）、王瑞霞（女，回族）、王新杰、王新春、王巍、车轼、牛宝伟、仇冰玉、文冬（回族）、孔凡群、孔怡（女）、卢林、史伟云、仪爱文（女）、印萍（女，满族）、司留启、毕宏生、庄文忠、刘文玲（女）、刘庆民、刘兴云、刘英才（女）、刘学敏（女）、刘学景、刘修文、刘莉莉（女）、刘晓静（女）、刘家义、齐玉祥、齐家滨、江必新、池建美（女）、许传江、许振超、许富华（女）、孙丕恕、孙伟（女）、孙建博、孙继业、苏成云、杜振新、李久存、李长青、李亚新（女）、李希信、李希勇、李玮、李学海、李树朋、李树睦（回族）、李峰、李宽端、李雪芹（女）、李湘平、李登海、李群、李燕（女）、吴立新、吴娟（女）、邱亚夫、余孝忠、邹宁、汪鸿雁（女）、沈志强、宋文新（女）、宋军继、宋远方、张广营（回族）、张卫国、张术平、张甲天、张永明、张永霞（女）、张志勇、张武宗、张金海、张学政、张建伟、张建华、张宪省、张桂玉、张海军、张海波、张通、张梦雪（女）、张淑琴（女）、张惠（女）、张新文、张毅、陈飞、陈勇、陈恩明、陈雪萍（女）、陈辐宽、卓长立（女）、尚瑞芬（女）、金晶（女，回族）、周云杰、周建军、周厚健、周洪江、郑月明、郑淑娜（女）、孟凡利、赵冬苓（女）、赵峰、赵豪志、郝芳、胡桂花（女）、侯军、姜卫东、宫明杰、姚建年、秦玉峰、袁俊洲、耿遵珠、莫照兰（女，壮族）、夏兆纪、徐国权、徐锦庚、殷鲁谦、高明芹（女）、郭金才、郭爱玲（女）、郭锐、梅建华、曹金萍（女）、龚正、崔贵海、崔洪刚、韩立平、韩荣照、韩峰、程林、傅明先、解维俊、满慎刚、窦延丽（女，回族）、蔡玲（女）、谭先国、谭旭光、樊丽明（女）、魏德东。

### 河南省
- 172名[61]

丁巍、丁福浩、万鄂湘、马文芳、马玉璞、马玉霞（女）、马豹子、王刚、王铁、王绣（女）、王馨（女）、王天宇、王中立、王东伟、王东京、王寿平、王杜娟（女）、王保存、王银良（回族）、王朝阳、王登喜、王新伟、牛书成、方运舟、孔昌生、石迎军、石聚彬、卢克平、田克恭、史秉锐、宁建华（女）、宁雅秋（女,满族）、冯琪雅（女）、司富春、邢京龙（回族）、吕妙霞（女）、吕金虎（回族）、朱婷（女）、朱是西、朱焕然、朱献福、乔彬、乔秋生、任正晓、刘谦、刘文新、刘志华（女）、刘尚进、刘宛康、刘春良、刘香莲（女）、刘勇军、刘振伟、羊毅（女,回族）、江寿林、汤玉祥、安伟、安康、许为钢、买世蕊（女,回族）、孙运锋、孙志平、李伟、李灵（女）、李炜、李涛、李崇、李勤（女）、李士强、李文慧、李东艳（女）、李亚萍（女）、李光宇、李红霞（女）、李连成、李英杰、李树建、李留法、李海燕（女）、杨来法、杨雪梅（女）、吴健、吴浩、吴元全、吴远大、何红（女,回族）、汪中山、沙宝琴（女,回族）、宋静（女）、宋丰年、宋虎振、宋殿宇、张延明、张全收、张丽晓（女）、张建慧、张家祥、张清海、张维宁、张雷明、陈国桢、陈润儿、邵长金、武维华、欧阳昌琼、郅慧（女）、尚朝阳、金不换、周弘（女）、周强、周崇臣、庞国明、赵昭（女,回族）、赵启三、赵国祥、赵素萍（女）、赵剡水、赵鸿涛（女）、胡荃、胡五岳、胡中辉、胡道才、郜秀菊（女）、侯清国、俞章法、姜明、姚忠良、秦英林、顾雪飞、党永富、钱铭、徐光、徐晓（女）、徐衣显、徐济超、徐诺金、徐德全、翁杰明、高阿莉（女）、高建军、高新才、郭浩、郭红旗（回族）、郭建华（女）、郭振华、陶光辉、黄艳（女）、黄久生、黄玉梅（女）、龚立群、龚建明、梁兵、葛树芹（女）、蒋毓勤（女）、程芳（女,满族）、舒庆（满族）、游弋、谢伏瞻、谢经荣、路俊霞（女）、詹文龙、裴春亮、廖华歌（女）、阚全程、熊维政、樊会涛、薛景霞（女）、霍好胜、霍金花（女）、霍晓丽（女）、穆为民、魏明。

### 湖北省
- 118名[62]

丁烈云、于清明、万卫星、万勇、马少斌（回族）、马新强、王玉玲（女）、王立、王立山、王远鹤、王岚（女）、王建清、王玲（女）、王莉（女）、王晋、王晓东、王能干、毛宗福、亢德芝（女）、邓秀新、左中一、龙正才、冯丹（女）、边专、吉明东、吕文艳（女）、庄光明、刘发英（女,土家族）、刘自明、刘江东、刘芳震（土家族）、刘启俊、刘超（女）、刘锦秀（女）、闫大鹏、闫子贝、许方盛、孙开林、孙兵、李杰、李国璋、李秉恒、李莉（女）、李培林、李静（女，省高院）、李静（女，襄阳）、李霞（女）、杨玉华（女）、杨芳（女,苗族）、杨祉刚、杨俊（女）、杨琴（女,土家族）、杨德芹（女,土家族）、肖黎春、吴海涛、邱丽新（女,满族）、何大春、何兰田、余少华、沈方勇、沈艳芬（女,土家族）、宋庆礼（土家族）、张凤英（女）、张文喜、张金华、张春贤、张柏青、张家胜、张辉、张锐、张锦岚、陈义龙、陈凤翔、陈华元、陈新武、陈燎原、范秉衡、罗杰、郄英才、周文霞（女）、周汉生、周洪宇、赵锡伟、郝明金、胡五清、胡为义、胡胜云、钮新强、禹诚（女）、姚鹃（女）、秦顺全、袁伟霞（女）、夏恒建、顾想平、徐华铮（女）、徐显明、高友东、郭永红（女）、谈民强、黄坤明、黄望明、黄楚平、龚定荣、崔永辉、矫勇、章锋、阎志、梁庆凯、董卫民、蒋超良、程桔（女）、程梦醒（女）、傅德辉、舒健、赖秀福、窦贤康、蔡学恩、熊永俊。

### 湖南省
- 118名[63]

丁小兵、王填、王少峰、王岐山、王怀军（女，土家族）、文爱华、石建辉、龙晓华（女，苗族）、龙献文（苗族）、田红旗（女）、圣辉、成新湘（女）、朱立锋、朱登云（女，苗族）、伍新滨（女）、向长江、向伟艺（土家族）、刘军、刘小平、刘飞香、刘志仁、刘妍清（女）、刘事青、刘和生、刘革安、刘莲玉（女）、刘维朝、刘德辉、江天亮（土家族）、许达哲、许仲秋、阳卫国、阳海玲（女）、杜美霜（女）、杜家毫、李小红（女）、李江南、李建安、李建新、杨莉（女）、杨尚真（侗族）、杨懿文、肖又香（女）、吴金水、吴继发、吴端华、邹彬、邹文辉、沈昌健、张涤、张琳（女）、张灼华、张学武、张晓庆（女）、陈晋、陈文浩、陈向群、陈勇彪、苗振林、欧阳赏莲（女）、卓新平（土家族）、金进尧、周敏（女）、周文对、周玲慧（女）、周清和、周德睿、郑建新、单晓明（女）、屈胜（女）、孟庆强、赵应云、胡伟林、胡建文、胡春华、胡春莲（女）、胡美娥（女，苗族）、胡贺波、种衍民、姚劲波、秦玥飞、秦爱玲（女，苗族）、袁友方、袁延文、袁建良、聂鹏举、徐云波、徐远冰、郭小芹（女）、唐岳、唐永博、唐纯玉（女，瑶族）、黄河、黄小玲（女）、曹志强、曹慧泉、龚曙光、庹勤慧（女，土家族）、梁稳根、彭祁（女）、彭际淼（土家族）、董中原、蒋昌忠、蒋建宇、韩永文、傅奎、童路雯（女，土家族）、游劝荣、谢勇、谢资清（女）、鄢福初、雷冬竹（女）、廖仁旺、廖晓军、谭泽勇（苗族）、谭祖安、黎志宏、戴立忠。

### 广东省
- 162名[64]

中央提名：王光亚、王志民、李义虎、李飞、李静海、杨华、张荣顺、张晓明、陆东福、陈斯喜、郑晓松
丁明（工人）、马化腾、马兴瑞、王义东、王世琴（女）、王亚东、王学成、王建军、王玲娜（女,农民）、王胜、王涛、王景武、王瑞军、王筱虹（女,归侨）、韦庆兰（女,壮族,工人）、方利旭、尹兆林、邓振龙、卢馨（女）、叶牛平、叶梅芬（女）、丘海、白映玉（女,工人）、冯玉宝（归侨）、冯毅、宁凌、朱列玉、朱伟、庄建、刘小权（女,农民）、刘广河（工人）、刘若鹏、刘绍喜、刘毅、米雪梅（女,农民工）、安然（女,归侨）、许志晖、孙建国、孙媛媛（女,工人）、麦教猛、苏荣欢（农民工）、李小兰（女,农民）、李小琴（女）、李书玉、李玉妹（女）、李世平、李东生、李兰（女）、李先兰（女,农民工）、李杏玲（女）、李丽丽（女）、李希、李秉记、李金东（农民）、李金波、李铁、李清泉、李舒强、杨飞飞（农民工）、杨明芳（女,土家族,工人）、杨珍（女）、杨绪松、肖胜方、吴玉莲（女,归侨）、吴列进、吴清平、吴惜伟、吴翔（女,工人）、何桂芳（瑶族,农民）、佘丹青、余雪琴（女,农民工）、沈禧娜（女,农民）、宋尔卫、张传卫、张红伟、张志良、张丽（女）、张晓、陈广浩、陈旭斌、陈如桂、陈建华、陈海仪（女）、陈瑞爱（女）、陈颖宇、范中杰、林少春、林水栖、林贻影、林勇、明生、罗俊、罗振（工人）、周海波、郑剑戈、赵建社、柯云峰、段宇飞、饶文霖（女）、施克辉、姜建军、姚奕生、袁玉宇、袁志敏、钱春阳、徐建贤（农民）、殷昭举、殷焕明、翁一岚（女）、郭姣（女）、郭锋、黄龙云、黄业斌、黄汉标、黄礼辉、黄达昌、黄建平、黄细花（女）、黄贵松（工人）、黄炳章、黄晓渝（女）、黄海桥（农民）、曹燕明（女,工人）、龚稼立、阎武（归侨）、梁桃（农民）、梁维东、梁德标（农民）、彭唱英（女,农民）、董明珠（女）、程萍（女）、焦兰生、曾小敏（女）、曾庆洪、曾香桂（女,农民工）、温国辉、温艳嫦（女,农民）、温湛滨、温锦玲（女,农民）、温鹏程、谢坚（工人）、谢舒雯（女,农民）、蔡卫平、蔡仲光、廖贵平（工人）、熊晓冬（女）、缪国乐、樊庆峰、黎霞（女）、潘丽梅（女,壮族）、戴运龙。

### 广西壮族自治区
- 89名[65]

马空（苗族）、王华生、王跃飞、韦韬（壮族）、韦年洲（壮族）、韦红梅（女，壮族）、韦振益（壮族）、韦朝晖（女，壮族）、邓大玉（女，苗族）、邓桂芳（女，壮族）、甘楚林、卢献匾（壮族）、兰燕（女，瑶族）、冯海燕（女，壮族）、朱惠英（女）、刘入源、刘宏武、关礼、许燕妮（女）、农融（壮族）、农卫红（女，壮族）、牟玉昌、孙燕（女）、孙大伟、李康（女，壮族）、李延强、李克强、李杰云、吴刚（侗族）、吴炜、吴洁秋（女，壮族）、何良军、邹升廷（仫佬族）、陆弟敏（壮族）、陆爱益（女，壮族）、陈坤（女）、陈武（壮族）、陈东辉、陈仲南、陈建军（壮族）、陈保善（壮族）、林冠（壮族）、林少群（女，壮族）、林文雄（壮族）、易捷、罗艳（女）、罗金仁（壮族）、罗朝阳（壮族）、周炼（壮族）、周红波、周异决（壮族）、郑军里（瑶族）、房灵敏、祝雪兰（女，瑶族）、秦春成、班华忠（壮族）、班忠柏（壮族）、莫小峰（女，壮族）、莫华福、郭以录（壮族）、唐农、唐锦波（壮族）、黄超（女，壮族）、黄世勇（壮族）、黄花春（女，壮族）、黄利婷（女，京族）、黄炳峰（毛南族）、黄海龙（壮族）、黄海昆、梅世文、崔瑜（女）、崔智友、彭石华（苗族）、彭清华、揣小勇、覃鸿（女，壮族）、覃建宁（女，壮族）、温枢刚、曾光安、雷洪（女）、雷应敏、廖玉英（女，壮族）、廖爱莲（女，壮族）、谭斌、翟京宋（壮族）、樊一平（壮族）、潘萍（女，壮族）、潘文道（壮族）、潘桂仙（女，壮族）。

### 海南省
- 25名[66]

王长仁、王书茂、毛超峰、邓小刚、邓泽永（苗族）、吕彩霞（女）、吕薇（女）、朱洪武（黎族）、刘平、刘赐贵、许俊、杨莹（女）、肖捷、吴月（女,黎族）、沈晓明、张业遂、阿东（回族）、陈飘（黎族）、苻彩香（女,黎族）、罗保铭、符小琴（女,黎族）、符宣朝、韩金光、蓝佛安、廖虹宇。

### 重庆市
- 61名[67]

马善祥（回族）、王赋、王毅、王卫东、王小万、石淑兰（女，苗族）、冉慧（女，土家族）、史浩飞、朱华荣、朱明跃（土家族）、华晓丽（女）、向晓波、刘玉亭、刘希娅（女）、刘钟俊、刘桂平、刘家奇、江小涓（女）、许仁安、孙宪忠、杜黎明、李秋（女）、李延萍（女）、李绍玉（女，苗族）、李春奎、李殿勋、杨帆（女）、杨临萍（女）、吴存荣、吴彦㛃（女）、别必亮、何毅亭、沈金强、沈铁梅（女）、张轩（女）、张杰、张健、张兴海、张绍勇、陈雍（满族）、陈金山、陈敏尔、周勇、周少政、郑向东、修长智、贺恒扬、莫恭明、高钰（女）、郭永宏、唐良智、黄玉林、曹清尧、韩德云、释身振、谢德体、蒲彬彬、骞芳莉（女）、谭平川、谭建兰（女，土家族）、潘复生。

### 四川省
- 148名[68]

中央提名：汪洋、曹建明、杜玉波、丹珠昂奔（藏族）、李家洋、赵宪庚、吉狄马加（彝族）、徐延豪、高红卫、张平、贺泓
于会文（满族）、马华（藏族）、王宁、王兆（女）、王波、王瑛（女）、王麒（女）、王一宏、王凤朝、王东明、王永兰（女，彝族）、王全兴、王安兰（女，羌族）、王树江、王晓梅（女）、王雁飞、毛珍芳（女，彝族）、尹力、甘华田、石玉东、叶壮、甲登·洛绒向巴（藏族）、冯键、吉克石乌（女，彝族）、尧德中、朱世宏、朱鹤新、乔进双梅（女，彝族）、任晓春、刘忠、刘超、刘强、刘汉元、刘廷安、刘旭光、刘守民、刘作明、江勇、江吉村（藏族）、许州、许唯临、苏嘎尔布（彝族）、杜紫平、李君、李飚、李为民、李树林、李海鹰、李曙光、杨伟、杨铿、杨先农、杨自力、杨兴平、杨克宁（藏族）、杨建德、杨帮武、肖友才（藏族）、吴旭（女）、吴小怡（女）、吴洪英（女）、吴桂华（女）、吴群刚、里赞、何平、何敏（女）、何学彬（女）、何树平、余东、余彬（彝族）、余绍容（女，羌族）、邹瑾、邹自景、汪其德、张彤、张为人、张国芬（女）、陆文俊、阿来（藏族）、陈朗（女）、陈琳（女）、陈文华、陈吉明、陈光志、陈张铭、陈新有、苟兴龙、范波、范锐平、易家祥、罗强、罗霞（女）、罗良娟（女）、罗佳明、罗朝运、周仲荣、周晓强、郑建英（女）、郑晓幸、宗永祥、降初（藏族）、赵勇、赵萍（女）、赵辉、赵大春、赵思学（女）、查玉春（女）、侯蓉（女）、姜希猛、贺光玉（女）、耿新翠（女）、耿福能、徐萍（女）、徐玖平、郭亨孝、唐燕（女）、唐川平、陶勋花（女）、黄波、黄毅、黄小军、崔鹏、崔兴国、符宇航（女）、庹庆明、梁益建、彭传新、蒋小松、蒋卫平（白族）、蒋丽英（女）、程并强、曾娜（女）、曾卿、新甲旦真（藏族）、蔡光洁（女）、魏琴（女）、魏学峰。

### 贵州省
- 72名[69]

丁薛祥、王伟、王勇、韦波（布依族）、韦祖英（女,苗族）、文正友（彝族）、左文学、石丽平（女,苗族）、石蓉（女,苗族）、石慧芬（女,仡佬族）、吕惊雷、任贤良、华茜（女,侗族）、向巧（女,苗族）、刘多（女）、刘远坤（苗族）、孙永春、孙志刚、孙登峰、李飞跃（侗族）、李再勇（仡佬族）、李刚、李建（土家族）、杨永英（女,布依族）、杨林（土家族）、杨昌芹（女,苗族）、吴明兰（女,布依族）、吴胜华（布依族）、何光亮（苗族）、何琳（女）、余必丽（女,布依族）、余维祥、宋水仙（女,水族）、宋宝安、张集智、张德芹、陈少波（土家族）、陈少荣（穿青人）、陈训华、陈华（彝族）、陈晏、欧阳武、欧阳黔森、罗应和（苗族）、罗强（苗族）、罗鹏、罗毅（布依族）、周绍军（仡佬族）、郑传玖、孟平红（女,布依族）、查艳（女）、姜涛、宫蒲光、袁昌选（侗族）、袁周、夏红民、晏婉萍（女）、徐元、殷红梅（女）、高卫东、黄东兵、黄定承（苗族）、庹必光、谌贻琴（女,白族）、韩德洋、傅信平、曾丽（女,苗族）、雷艳（女,苗族）、赫捷、廖成臣（侗族）、霍涛、魏树旺。

### 云南省
- 91名[48]

刀晓勤（女，傣族）、卫岗（傣族）、马正山（独龙族）、王长林（女，哈尼族）、王树芬（女，藏族）、王砚蒙（女，傣族）、王耕捷、王喜良、车耶（哈尼族）、邓进秀（瑶族）、玉龙（女，布朗族）、朱有勇、朱兆云（女）、齐建新（藏族）、许虹（女）、许雷、农宁安（壮族）、阮成发、杜小光（白族）、李文辉（傈僳族）、李宁、李孝轩、李秀梅（女，拉祜族）、李秀领、李国伟、李金莲（女，傈僳族）、李树仙（女，彝族）、李梅（女，彝族）、李彪、杨小平、杨军、杨杰、杨洪波（白族）、杨莲英（女，苗族）、杨晓雪（女，白族）、杨健（白族）、杨斌（彝族）、杨照辉、邱江（仡佬族）、余小勤（女，怒族）、张之政（彝族）、张守攻、张秀兰（女，苗族）、张岩松、张莉（女，哈尼族）、张益俊（阿昌族）、张慧（女）、张德华、陆永耀（壮族）、陆俊华、陈卫东、陈文琴（女，彝族）、陈科含（女，回族）、陈豪、武怡、拉玛·兴高（彝族）、范永贞（女，纳西族）、林文勋、罗红江（傣族）、罗阿英（女，基诺族）、罗珺（女，彝族）、罗萍（女，哈尼族）、和段琪（纳西族）、郑艺、宗国英、线晓云（女，德昂族）、赵云柱（彝族）、赵永平、胡阿罗（女，彝族）、胡胜宝（普米族）、段文泉、侯建军、姜建萍（女，傣族）、袁驷、袁海波、高道权、郭大进、郭进（彝族）、郭声琨、陶春（彝族）、曹庆华（哈尼族）、董保同、蒋立虹（女，彝族）、韩梅（女，苗族）、番跃平（景颇族）、甄兰芳（女，回族）、雷光锋、窦正宝、谭德才、戴世宏、魏金龙（佤族）。

### 西藏自治区
- 20名[70]

中央提名：赵克志、郭庆平、景汉朝
王拥军、扎西江村（珞巴族）、白玛赤林（藏族）、刘国荣、齐扎拉（藏族）、次仁措旦（女,藏族）、米玛国吉（藏族）、吴英杰、卓嘎（女,藏族）、旺堆（藏族）、果果（藏族）、泽仁永宗（女,藏族）、洛桑江村（藏族）、格桑卓嘎（女,藏族）、格桑德吉（女，门巴族）、彭措（藏族）、普布顿珠（藏族）。

### 陕西省
- 68名[71]

丁云祥、上官吉庆、卫华（女）、马玉红（女）、马宝平、王树国、王勇超、王曼利（女）、王超英、方兰（女）、方红卫、方燕（女）、石光银、田浩荣、史贵禄、白鹤祥、宁启水、巩保雄、吕建中、朱静芝（女）、刘小燕（女）、刘生荣、刘志让、刘国中、刘宽忍、孙维（女）、李明远、李春临、李晓东、李智、杨长亚、杨春雷、杨悦、吴普特、何金碧、何菲（女）、沈泉、宋亚平（女）、宋张骏、张文堂、张承祖（回族）、张挺、周卫健（女）、郑光照、赵平、赵明翠（女）、赵季平、赵俊民、赵超、郝世玲（女）、胡和平、胡春霞（女）、昝林森、贺荣（女）、贾平凹、徐立平、徐启方、高岭、郭汶霞（女）、郭晓燕（女）、龚冠宇、崔荣华（女）、梁桂、韩正、雷温芳（女）、褚锦锋、熊群力、薛占海。

### 甘肃省
- 54名[72]

马天龙（东乡族）、马世忠、马百龄（回族）、马利民（回族）、马晖玲（女，回族）、马银萍（女）、王刚、王秀兰（女）、王奋彦、王玺玉、王涛、仁青东珠（藏族）、旦正草（女，藏族）、田成、朱玉、朱纪、刘昆、刘忠军、刘昌林、苏伯民、苏海明、李忠科、杨元忠、杨伟军、杨艳（女，回族）、杨晓渡、杨海蓉（女，裕固族）、杨维俊、吴仰东、宋关昶、张海波、张智军、张锦林、范冬云（女）、范鹏、林铎、尚伦生、郑彩琴（女）、姜成英（女）、袁斌、高步明、高虎城、郭玉芬（女）、郭玫（女）、唐仁健、唐晓明、黄强、康军、梁倩娟（女）、董彩云（女，保安族）、韩显明、富康年、谢生瑞、嘉木样·洛桑久美·图丹却吉尼玛（藏族）。

### 青海省
- 21名[73]

马乙四夫（撒拉族）、马福昌（回族）、王予波、王国生、王建军、扎西多杰（藏族）、孔庆菊（女，藏族）、白加扎西（藏族）、毕生忠、李在元、沙沨（女，回族）、张永利、张光荣、张晓容、阿生青（女，土族）、陈希、孟海（蒙古族）、夏吾卓玛（女，藏族）、韩晓武、程立峰、滕佳材。

### 宁夏回族自治区
- 21名[74]

万新恒、马玉山、马汉成（回族）、马恒燕（女，回族）、马慧娟（女，回族）、王东新、方敏（女，满族）、石泰峰、许宁、许传智、李郁华、李锐（回族）、杨玉经（回族）、吴玉才（回族）、陈竺、陈春平、邵俊杰、金汝彬（回族）、咸辉（女，回族）、喜清江（回族）、潘锋（回族）。

### 新疆维吾尔自治区
- 61名[48]

陈全国、艾力更·依明巴海（维吾尔族）、史大刚、刘海星、李伟、何星亮、王刚（武警）、王刚（克拉玛依）、王艳清（女）、尤良英（女）、朱海仑、刘宝增、孙金龙、孙春旺、张雁（女）、张新、陈亮、罗东川、周旭勇、赵金龙、徐涛、崔久秀（女）、彭家瑞、廖朝阳、乃依木·亚森（维吾尔族）、木沙·买买提（维吾尔族）、木沙江·努尔墩（维吾尔族）、牙生·司地克（维吾尔族）、艾克拜尔·麦提那斯尔（维吾尔族）、尼牙孜·阿西木（维吾尔族）、米克拉依·依布拉音（女，维吾尔族）、如克亚木·麦提赛地（女，维吾尔族）、买买提明·卡德（维吾尔族）、买买提明·阿不都艾尼（维吾尔族）、麦麦提·居马（维吾尔族）、吾尔尼沙·卡得尔（女，维吾尔族）、肖开提·依明（维吾尔族）、库尔班·尼亚孜（维吾尔族）、阿不都热克甫·吐木尼牙孜（维吾尔族）、阿达来提·艾再孜（女，维吾尔族）、阿迪力·阿不都热扎克（维吾尔族）、努尔·买买提（维吾尔族）、帕尔哈提·肉孜（维吾尔族）、凯赛尔·阿不都克热木（维吾尔族）、祖木热提·吾布力（女，维吾尔族）、雪克来提·扎克尔（维吾尔族）、木合亚提·加尔木哈买提（哈萨克族）、叶尔江·朱安汗（哈萨克族）、库尔玛什·斯尔江（哈萨克族）、哈尼巴提·沙布开（哈萨克族）、热依扎·巴合道列提（女，哈萨克族）、李彬（回族）、张承义（回族）、迪力夏提·柯德尔汗（柯尔克孜族）、普尔巴·图格杰加甫（蒙古族）、拉齐尼·巴依卡（塔吉克族）、郭晓红（女，锡伯族）、法蒂玛（女，乌兹别克族）、闵晓青（女，俄罗斯族）、贾尔恒·阿哈提（塔塔尔族）、马学军（东乡族）。

### 香港特别行政区
- 36名

马逢国、马豪辉、王庭聪、王敏刚 (2019年3月11日去世，其席位由陳曉峰遞補)、卢瑞安、叶国谦、田北辰、邝美云（女）、朱叶玉如（女）、李引泉、李应生、李君豪、吴秋北、吴亮星、张俊勇 (自2019年12月28日起辭任，其席位由黃均瑜遞補)、陈亨利、陈勇、陈振彬、陈曼琪（女）、陈智思、林龙安、林顺潮、郑耀棠、胡晓明、洪为民、姚祖辉、黄友嘉、黄玉山、雷添良、蔡素玉（女）、蔡毅、廖长江、谭志源、谭耀宗、颜宝铃（女）、霍震寰。

### 澳门特别行政区
- 12名

刘艺良、吴小丽（女）、何雪卿（女）、陆波、林笑云（女）、施家伦、贺一诚、高开贤、容永恩（女）、萧志伟、崔世平、黎世祺、何敬麟。

### 台湾省（13名）
| 姓名   | 政党   | 性别 | 民族 | 出生日期             | 现职                                                            | 备注 |
| ------ | ------ | ---- | ---- | -------------------- | --------------------------------------------------------------- | ---- |
| 许沛   | 台盟   | 女   | 汉   | 1962年9月（62歲）    | 全国台联副会长、重庆市台联会长 重庆市政协常委                   |      |
| 邹振球 | 台盟   | 男   | 汉   | 1965年5月（60歲）    | 台盟中央常委                                                    |      |
| 张晓东 | 台盟   | 男   | 汉   | 1965年2月（60歲）    | 武汉华夏理工学院董事长 武汉当代科技产业集团股份有限公司常务董事 |      |
| 张雄   | 中共   | 男   | 汉   | 1956年9月（68歲）    | 上海市台联副会长 同济大学教授                                   |      |
| 陈云英 | 无党派 | 女   | 汉   | 1953年2月（72歲）    | 全国台联副会长                                                  |      |
| 陈军   | 中共   | 女   | 高山 | 1953年9月（71歲）    | 台盟中央常委、北京市委主委 北京市政协副主席                     |      |
| 林青   | 中共   | 女   | 汉   | 1967年9月（57歲）    | 山东省台联副会长、青岛市台联会长                                |      |
| 黄志贤 | 中共   | 男   | 汉   | 1956年7月（68—69歲） | 全国侨联副主席 全国台联会长、党组书记                           |      |
| 符之冠 | 台盟   | 男   | 汉   | 1965年5月（60歲）    | 全国台联副主席、海南省台联会长 台盟海南省委副主委               |      |
| 梁志强 | 中共   | 男   | 汉   | 1962年3月（63歲）    | 福建省台联副会长                                                |      |
| 曾力群 | 民革   | 女   | 汉   | 1964年6月（61歲）    | 贵州省台联会长 贵州省人大常委                                   |      |
| 蔡培辉 | 無黨派 | 男   | 汉   | 1963年3月（62歲）    | 甘肅省台聯副會長 富丽（香港）国际集团董事长                     |      |
| 廖海鹰 | 无党派 | 男   | 汉   | 1960年7月（64—65歲） | 河北省台联会长 河北医科大学第二医院腺体外科主任、教授           |      |

### 解放军和武警部队
- 解放军代表团的269名代表确认资格后，在2018年2月4日公布。因代表团在3月3日更名，原分散于各地代表团中的省、市、自治区武警总队的全国人大代表归于本代表团[3]，如卢凌保。此后，有饶开勋、于峰等若干位表辞职、被罢免、转入其它代表团。2022年10月，中国人大网显示的代表名单总人数为285人[4]。
- 269人名单如下：

丁来杭、丁国林、于志坚、于忠福、于峰（满族，转入辽宁代表团）、于巍（女）、习朝峰、马伟明、马和帕丽（女，哈萨克族）、马顺南、王力、王小鸣、王天目、王长江、王长河、王文全、王方（女，蒙古族）、王玄玉、王宁、王亚平（女）、王再杰、王成男、王伟、王全理、王军、王秀峰、王启繁、王国新（蒙古族）、王明孝、王波、王宝华（女）、王建国、王树、王复兴（纳西族）、王洪尧、王娜（女）、王振国、王晓霞（女）、王健（女）、王海、王海斗、王海龙、王家胜、王教成、王辉山、王辉青、王献军、方向、尹东、尹德健、孔军、古清月（女）、厉延明、石香元、石晓、叶青、田忠良、田学峰、付宁（女）、付国强、白文奇（蒙古族）、冯玮、冯毅、兰政、戎贵卿、朱正友、朱诚、朱程、朱富海、庄炳坤、刘日明、刘石磊（女，满族）、刘永刚、刘永坚、刘光斌、刘伟、刘伟修、刘旭、刘季幸、刘京菊（女）、刘绍亮、刘健、刘家国、刘粤军、刘源、刘德伟、齐虎广、米合伦沙·阿不都（女，维吾尔族）、安兆庆（锡伯族）、许利强、许其亮、许忠发、孙建国、孙健、严锋、苏保成、杜刚、杜岗、李士生、李永生、李伟、李军、李运田、李秀宝、李作成、李尚福、李明、李勇、李鸿（女）、李超、李道明、杨扬（女，苗族）、杨成熙、杨丽霞（女，白族）、杨初格西（藏族）、杨征、杨诚、杨倩（女）、杨祥国、杨磊（土家族）、肖冬松、吴少华、吴永亮、吴兴丰、吴社洲、吴杰明、吴国华、吴昌洁（女）、吴春利、吴海波、吴颖霞（女）、邱月潮、何卫东、何仁学、何宏军、何雷、余海龙、冷志义、辛崇东、辛毅、汪海江、沙子呷（彝族）、沈金龙、宋丹、宋学、宋春雳、宋琨、宋善玉、宋普选、张又侠、张小燕（女）、张义瑚、张升民、张文仁、张平、张明珠（女）、张学宇、张学锋、张洪英（女）、张洪贺、张烈英、张雄伟、张潇（女）、阿不都克里木·哈里克（维吾尔族）、陈平华、陈香美（女）、陈俊林、陈剑飞、陈炳艳、陈勇、陈家静、陈雪礼、陈道祥、陈黎明、武文、武仲良、苗华、苗润奇、范承才、范骁骏、罗亚中、周丰林（白族）、周亚宁、周吴刚、周松和、周建波、周健、郑卫平、郑俊杰、郑浩、宝林（蒙古族）、郎友良、孟中康、降巴克珠（藏族）、赵岩泉、赵宗岐、赵贺、赵瑞宝、胡昌明、战厚顺、钟志明、钟绍军、侯云、侯胜亮、饶开勋（回族）、姜国平、姜勇、秦生祥、袁远（女）、袁誉柏、莫俊鹏、索朗扎西（藏族）、贾廷安、贾建成、贾俊明、顾祥兵、柴绍良、党增龙、钱树民、徐云鹏、徐西盛、徐向华、徐兴林、徐建锋、徐起零、殷方龙、凌希、凌焕新、高东垒、高波、郭晓东（蒙古族）、郭普校、涂伟明、黄克超、黄连珍（女）、黄铭、黄鑫、曹国侯、曹京宜（女）、曹新元、崔玉玲（女）、康春元、康晓晖、梁阳、梁剑涛（女）、彭勃、董正宏、蒋永馨（女）、蒋庆群、蒋建新、蒋漠祥、韩卫国、韩晓东、韩鹏、程坚、程诚（女）、谢正谊、谢贻平、蒲永能、蔡红霞（女）、管延密、廖正良、谭本宏、谭民、缪中、缪静（女）、樊代明、黎火辉、潘佳瑛（女）、魏凤和。

## 代表变动情况

### 补选代表
- 贵州省：史耀斌[77]、李炳军[78]
- 青海省：刘宁[79]、信长星[80]
- 江西省：易炼红[81]、叶建春[82]
- 广东省：傅自应[81]、王伟中[83]
- 香港特别行政区：陈晓峰[84]、黄均瑜[85]
- 澳门特别行政区：何敬麟[86]
- 河南省：尹弘[87]、王凯[88]
- 山东省：李干杰[85]、周乃翔[82]
- 福建省：王宁[89]、赵龙[82]
- 浙江省：郑栅洁[80]、王浩[82]
- 陕西省：赵一德[80]
- 广西壮族自治区：蓝天立[90]
- 吉林省：韩俊[78]
- 海南省：冯飞[78]
- 甘肃省：任振鹤[78]
- 黑龙江省：胡昌升[91]
- 安徽省：王清宪[91]
- 新疆维吾尔自治区：多来提曼·开米克[91]、艾尔肯·吐尼亚孜[82]
- 河北省：王正谱[82]
- 内蒙古自治区：王莉霞[82]
- 辽宁省：李乐成[82]
- 江苏省：许昆林[82]
- 西藏自治区：王君正[82]、严金海[82]
- 重庆市：胡衡华[83]

### 辞职代表
- 湖南省：向长江[92][93]、刘和生[89]
- 江苏省：缪瑞林[79][93]、李生[94]、王立科[91]
- 陕西省：上官吉庆[79][93]
- 新疆维吾尔自治区：张承义[79][93]、艾克拜尔·麦提那斯尔[80]
- 河南省：王铁[95][93]、徐光[96]
- 辽宁省：张世超[81][93]
- 澳門特別行政區：賀一誠[97]
- 湖北省：舒健[84]、周文霞[84]
- 吉林省：赵龙虎[86]、杨克勤[98]
- 云南省：许雷[86]、车耶[85]
- 江西省：马叶江[96]、史文清[99]
- 四川省：陈吉明[96]、陈新有[85]
- 贵州省：雷艳[96]
- 解放军和武警部队：饶开勋[96]、徐向华[96]、叶青[87]、孟中康[87]、缪中[83]
- 香港特别行政区：张俊勇[100]
- 内蒙古自治区：高世宏[85]、郝茂荣[89]
- 浙江省：方剑乔[85]、张耕[85]、林天干[90]
- 甘肃省：尚伦生[89]
- 黑龙江省：于飞[99]
- 广西壮族自治区：唐农[90]

### 罢免代表
- 北京市：于志刚[78]
- 广东省：李铁[78]、袁志敏[83]、陈如桂[101]、麦教猛[102]、范中杰[103]、焦兰生[103]
- 河北省：邓沛然[91]、杨国占[88]
- 解放军和武警部队：宋学[104]、田忠良[105]
- 云南省：张秀兰[88]、邓进秀[82]、王喜良[106]、杨小平[106]、段文泉[106]、戴世宏[102]
- 黑龙江省：甘荣坤[107]、翟友财[107]、冯燕[108]、方同华[101]
- 山西省：王俊飚[105]、李晋平[102]
- 福建省：林文耀[82]、陈家东[106]
- 河南省：张延明[83]、朱献福[103]
- 广西壮族自治区：刘宏武[83]、崔瑜[83]
- 天津市：孔晓艳[106]
- 湖南省：阳卫国[106]、杨懿文[106]、赵应云[109]
- 辽宁省：郝春荣[108]、李和忠[109]
- 西藏自治区：旺堆[108]、彭措[108]
- 上海市：张本才[101]
- 山东省：秦玉峰[101]
- 四川省：王波[101]、杜紫平[103]
- 贵州省：高卫东[101]
- 安徽省：王诚[102]
- 海南省：邓小刚[102]
- 江西省：郭安[109]

### 代表去世
- 山东省：丁玉华[92]、李希勇[104]
- 广东省：郑晓松[79]、杨绪松[109]
- 上海市：李斌[81]
- 香港特别行政区：王敏刚[110][84]
- 黑龙江省：王军[84]
- 湖北省：万卫星[111][89]
- 山西省：申纪兰[112][89]
- 河北省：郑喜兰[80]
- 新疆维吾尔自治区：拉齐尼·巴依卡[113]
- 江蘇省：徐鏡人[107]
- 天津市：廖国勋[108]
- 北京市：任鸣[101]
- 江苏省：王巍[102]

### 单位变更
- 王国生（转入河南省代表团）、鹿心社（转入广西壮族自治区代表团）、彭清华（转入四川省代表团）
- 王文涛（转入黑龙江省代表团）、林武（转入山西省代表团）、关志鸥（转入山东省代表团）、冯忠华（转入海南省代表团）
- 马学军（转入内蒙古自治区代表团）
- 张硕辅（转入广东省代表团）、陈雍（先后转入北京市、宁夏回族自治区代表团）
- 李秀领、林少春（转入内蒙古自治区代表团）、陈向群（转入辽宁省代表团）
- 徐立毅（转入河南省代表团）、王予波（转入云南省代表团）、王拥军（转入山西省代表团）、甘荣坤（转入河南省代表团）
- 石泰峰（转入内蒙古自治区代表团）、陈润儿（转入宁夏回族自治区代表团）
- 蒋卓庆（转入上海市代表团）、刘建洋（转入福建省代表团）、齐家滨（转入江苏省代表团）、骆惠宁（转入广东省代表团）
- 应勇、王忠林（转入湖北省代表团）、龚正（转入上海市代表团）
- 王常松（转入江苏省代表团）、阿东（转入吉林省代表团）、刘学新（转入上海市代表团）
- 潘敬东、赵春雷、唐海龙（转入北京市代表团）
- 刘宁（先后转入辽宁省、广西壮族自治区代表团）、崔永辉（转入福建省代表团）
- 于峰、张国清（转入辽宁省代表团）、廖国勋（转入天津市代表团）
- 蓝绍敏（转入贵州省代表团）、孟凡利（转入内蒙古自治区代表团）、毛伟明（转入湖南省代表团）
- 尹力（转入福建省代表团）、黄强（先后转入河南省、四川省代表团）、舒庆（转入上海市代表团）
- 周红波、徐启方（转入海南省代表团）、王新伟（转入辽宁省代表团）
- 刘超（转入青海省代表团）、毛超峰、康志军（转入广东省代表团）、周德睿（转入天津市代表团）
- 尹弘（转入甘肃省代表团）、蓝佛安（转入山西省代表团）、黄海昆（转入福建省代表团）、郭锡文（转入贵州省代表团）
- 楼阳生（转入河南省代表团）
- 胡玉亭（转入辽宁省代表团）
- 范锐平（转入吉林省代表团）、梁桂（转入江西省代表团）、张雨浦（转入宁夏回族自治区代表团）
- 郑栅洁（转入安徽省代表团）
- 许勤（转入黑龙江省代表团）、张庆伟（转入湖南省代表团）、王宁（转入云南省代表团）、肖友才（转入西藏自治区代表团）
- 邓修明（转入江苏省代表团）、陈辐宽（转入天津市代表团）、夏红民（转入山东省代表团）、刘奇凡（转入辽宁省代表团）、刘昌林（转入河北省代表团）、廖建宇（转入四川省代表团）
- 马兴瑞（转入新疆维吾尔自治区代表团）、唐良智（转入安徽省代表团）
- 王赋（转入甘肃省代表团）、黄楚平（转入广东省代表团）

### 引用
1. ↑  . 中国人大网. 2017-04-27  [2018-01-31]. （原始内容存档于2017-06-26）.
2. ↑  . 人民日报. 2018-02-25  [2018-02-25]. （原始内容存档于2018-02-25）.
3. 1 2  郭媛丹. . 环球网. 2018-03-04  [2020-03-22]. （原始内容存档于2022-03-07） （简体中文）.
4. 1 2  . 中国人大网.   [2022-10-08]. （原始内容存档于2022-10-20） （简体中文）. 代表名单解放军和武警部队(285人)丁来杭 丁国林 于志坚 于忠福 于巍(女) 习朝峰 马伟明 马和帕丽[……]
5. ↑  . 千龙网.   [2018-01-30]. （原始内容存档于2018-01-30）.
6. ↑  . 中国人大网.   [2020-10-02].
7. ↑  . 中南财经政法大学法学院.   [2018-03-26]. （原始内容存档于2018-03-26）.
8. ↑  . 北京大学附属中学. 2011-03-30  [2014-01-27].[]
9. ↑  . 首都师范大学.   [2019-03-29]. （原始内容存档于2019-03-29）.
10. ↑  . 正义网. 2019-03-10  [2019-03-11]. （原始内容存档于2019-07-24）.
11. ↑  . 北京市市政工程研究院. 2018-01-31  [2018-02-03]. （原始内容存档于2020-09-30）.
12. ↑  . 北京人民艺术剧院.   [2019-03-11]. （原始内容存档于2020-09-27）.
13. ↑  . 北京广播网. 2017-09-22  [2018-02-03]. （原始内容存档于2019-02-22）.
14. ↑  . 新华社. 2018-03-14  [2018-04-16]. （原始内容存档于2019-07-29）.
15. ↑  . 北京晚报. 2018-03-14  [2019-03-11]. （原始内容存档于2021-01-23）.
16. ↑  .   [2020-05-31]. （原始内容存档于2020-09-27）.
17. ↑  .   [2020-05-31]. （原始内容存档于2017-02-01）.
18. ↑  . 中国经济网.   [2016-06-09]. （原始内容存档于2021-01-16）.
19. ↑  . 新浪. 2017-07-12  [2020-05-31]. （原始内容存档于2017-12-15）.
20. ↑  . 北京晚报. 2018-01-30  [2018-01-30]. （原始内容存档于2018-01-30）.
21. ↑  . 北京组工. 中共北京市委组织部. 2016-09-09  [2018-04-16]. （原始内容存档于2018-04-16）.
22. ↑  .   [2020年5月31日]. （原始内容存档于2016年3月5日）.
23. ↑  . 新华网. 2019-01-04  [2019-12-13]. （原始内容存档于2019-09-29）.
24. ↑  . news.cctv.com.   [2020-05-31]. （原始内容存档于2020-09-21）.
25. ↑  . 康达律师事务所.   [2020-05-31]. （原始内容存档于2009-02-17）.
26. ↑  . 北中国经济网.   [2020-09-27]. （原始内容存档于2020-08-15）.
27. ↑  . 北京组工.   [2020-05-31]. （原始内容存档于2019-04-05）.
28. ↑  . 中国律师网.   [2014-03-21]. （原始内容存档于2016-03-04）.
29. ↑  . 中国法院网.   [2020-04-22].
30. ↑  . 澎湃新闻.   [2016-01-14]. （原始内容存档于2016-02-13）.
31. ↑  . 天津人大.   [2018-01-29]. （原始内容存档于2020-10-09）.
32. ↑  . 中国人大网.   [2020-10-02]. （原始内容存档于2020-10-11）.
33. ↑  . 百家号法制网官方帐号. 2018-02-27  [2020-06-02]. （原始内容存档于2020-06-02）.
34. ↑  .   [2012-09-24]. （原始内容存档于2013-03-10）.
35. ↑  . 中国经济网. 2016-03-14  [2020-06-01]. （原始内容存档于2017-06-07）.
36. ↑  . 澎湃新闻.   [2017-02-27]. （原始内容存档于2020-09-27）.
37. ↑  . 新华网.   [2018-01-29]. （原始内容存档于2018-01-30）.
38. ↑  . 中国财经. 2019-03-09  [2020-06-09]. （原始内容存档于2020-06-09）.
39. ↑  . 天津市人民政府国有资产监督管理委员会. 2013-07-17  [2018-03-23].[永久]
40. ↑  . 人民网. 2017-07-03  [2020-06-01]. （原始内容存档于2017-07-24）.
41. ↑  . 天津北方网. 2016-09-30. （原始内容存档于2019-06-12）.
42. ↑  . 澎湃新闻.   [2016-09-12]. （原始内容存档于2016-09-14）.
43. ↑  . 中国法院网.   [2020-04-23].
44. ↑  . 中华人民共和国工业和信息化部.   [2020-06-01].
45. ↑  . 中国经济网. 2017-04-21  [2020-06-01]. （原始内容存档于2019-06-08）.
46. ↑  . 天津市妇女联合会.   [2020-06-01].
47. ↑  . news.enorth.com.cn.   [2018-03-24].
48. 1 2 3  . 新浪新闻中心.   [2018-02-07]. （原始内容存档于2018-02-10）.
49. ↑  . 中华新闻网.   [2018-01-31]. （原始内容存档于2018-01-31）.
50. ↑  . 内蒙古新闻网.   [2018-01-30]. （原始内容存档于2018-01-31）.
51. ↑  . 东北新闻网.   [2018-01-31]. （原始内容存档于2018-02-01）.
52. ↑  . 吉视网.   [2018-01-31]. （原始内容存档于2018-02-01）.
53. ↑  . 东北网.   [2018-01-29]. （原始内容存档于2018-01-30）.
54. ↑  . 新民网.   [2018-01-26]. （原始内容存档于2018-01-27）.
55. ↑  . 淮海网.   [2018-01-30]. （原始内容存档于2018-01-31）.
56. ↑  . 浙江日报.   [2018-01-30]. （原始内容存档于2018-01-31）.
57. ↑  . 澎湃网.   [2018-01-27]. （原始内容存档于2018-01-28）.
58. ↑  . 东南网.   [2018-01-31]. （原始内容存档于2018-02-01）.
59. ↑  . 澎湃网.   [2018-01-28]. （原始内容存档于2018-01-29）.
60. ↑  . 新浪网.   [2018-01-31]. （原始内容存档于2018-02-01）.
61. ↑  . 大河网.   [2018-01-30]. （原始内容存档于2018-01-31）.
62. ↑  . 湖北日报荆楚网.   [2018-01-29]. （原始内容存档于2018-01-30）.
63. ↑  . 澎湃网.   [2018-01-29]. （原始内容存档于2018-01-30）.
64. ↑  . 南方都市报.   [2018-01-31]. （原始内容存档于2018-02-01）.
65. ↑  . 广西新闻网.   [2018-01-31]. （原始内容存档于2018-02-01）.
66. ↑  . 海南人大网.   [2018-01-31]. （原始内容存档于2018-02-01）.
67. ↑  . 华龙网.   [2018-01-31]. （原始内容存档于2018-02-01）.
68. ↑  . 四川在线.   [2018-01-30]. （原始内容存档于2018-01-30）.
69. ↑  . 新浪网.   [2018-01-31]. （原始内容存档于2018-01-31）.
70. ↑  . 西藏日报数字报刊.   [2018-01-30]. （原始内容存档于2018-01-31）.
71. ↑  . 网易新闻.   [2018-01-30]. （原始内容存档于2018-01-31）.
72. ↑  . 澎湃网.   [2018-01-29]. （原始内容存档于2018-02-02）.
73. ↑  . 西宁网络电视台.   [2018-01-31]. （原始内容存档于2018-02-01）.
74. ↑  . 宁夏新闻网.   [2018-01-31]. （原始内容存档于2018-02-01）.
75. 1 2  同时拥有台盟盟籍
76. ↑  同时拥有中共党籍
77. ↑  全国人民代表大会常务委员会. . 中国人大网. 北京.   [2019-01-12]. （原始内容存档于2019-10-26） （中文（中国大陆））.
78. 1 2 3 4 5 6  . 中国人大网.   [2021-01-22]. （原始内容存档于2021-01-29）.
79. 1 2 3 4 5  全国人民代表大会常务委员会. . 中国人大网.   [2019-10-26]. （原始内容存档于2019-10-26）.
80. 1 2 3 4 5  . 中国人大网.   [2020-10-17]. （原始内容存档于2020-10-26）.
81. 1 2 3 4  . www.npc.gov.cn.   [2019-03-09]. （原始内容存档于2019-10-26）.
82. 1 2 3 4 5 6 7 8 9 10 11 12 13  . 2021-12-24  [2021-12-24]. （原始内容存档于2021-12-24）.
83. 1 2 3 4 5 6 7  . 中国人大网.   [2022-02-28]. （原始内容存档于2022-03-19）.
84. 1 2 3 4 5  . www.npc.gov.cn.   [2019-04-23]. （原始内容存档于2019-08-20）.
85. 1 2 3 4 5 6 7  . 中国政府网 (全国人民代表大会常务委员会).   [2020-04-30]. （原始内容存档于2020-07-25）.
86. 1 2 3  . www.npc.gov.cn.   [2019-06-29]. （原始内容存档于2019-07-12）.
87. 1 2 3  . 中国人大网.   [2019-12-29]. （原始内容存档于2020-03-04）.
88. 1 2 3  . 中国人大网.   [2021-06-10]. （原始内容存档于2021-06-10）.
89. 1 2 3 4 5 6  . 中国人大网.   [2020-08-12]. （原始内容存档于2020-09-23）.
90. 1 2 3  . 中国人大网.   [2020-12-26]. （原始内容存档于2022-06-27）.
91. 1 2 3 4 5  . 中国人大网.   [2021-02-28]. （原始内容存档于2022-03-19）.
92. 1 2  全国人民代表大会常务委员会. . 中国人大网. 北京.   [2019-01-12]. （原始内容存档于2019-01-12） （中文（中国大陆））.
93. 1 2 3 4 5 6  . 北京青年报.   [2019-03-10]. （原始内容存档于2021-05-07）.
94. ↑  . xinhuanet.com.   [2020-05-18]. （原始内容存档于2020-08-06）.
95. ↑  全国人民代表大会常务委员会. . 中国人大网. 北京.   [2019-01-12]. （原始内容存档于2019-01-22） （中文（中国大陆））.
96. 1 2 3 4 5 6  . www.npc.gov.cn.   [2019-10-26]. （原始内容存档于2020-11-04）.
97. ↑  . www.npc.gov.cn.   [2019-04-23]. （原始内容存档于2019-08-20）.
98. ↑  . www.npc.gov.cn.   [2019-08-26]. （原始内容存档于2020-05-03）.
99. 1 2  全国人民代表大会常务委员会. . 新华网.   [2020-11-11]. （原始内容存档于2022-05-23）.
100. ↑  . www.npc.gov.cn.   [2019-12-31]. （原始内容存档于2020-05-03）.
101. 1 2 3 4 5 6 7  全国人民代表大会常务委员会. . 全国人大网 (北京). 2022-09-02  [2022-09-02]. （原始内容存档于2022-10-20） （中文（中国大陆））.
102. 1 2 3 4 5 6  全国人民代表大会常务委员会. . 全国人大网 (北京). 2022-10-30  [2022-10-30]. （原始内容存档于2022-10-30） （中文（中国大陆））.
103. 1 2 3 4  全国人民代表大会常务委员会. . 全国人大网 (北京). 2023-02-24  [2023-02-24]. （原始内容存档于2023-03-30） （中文（中国大陆））.
104. 1 2  全国人民代表大会常务委员会. . 全国人大网 (北京). 2021-04-29  [2021-04-29]. （原始内容存档于2021-05-01） （中文（中国大陆））.
105. 1 2  全国人民代表大会常务委员会. . 全国人大网 (北京). 2021-10-23  [2021-10-23]. （原始内容存档于2021-10-23） （中文（中国大陆））.
106. 1 2 3 4 5 6 7  全国人民代表大会常务委员会. . 全国人大网 (北京). 2022-04-20  [2021-04-20]. （原始内容存档于2022-06-19） （中文（中国大陆））.
107. 1 2 3  全国人民代表大会常务委员会. . 全国人大网 (北京). 2021-08-20  [2021-08-20]. （原始内容存档于2022-03-19） （中文（中国大陆））.
108. 1 2 3 4 5  全国人民代表大会常务委员会. . 全国人大网 (北京). 2022-06-24  [2022-06-24]. （原始内容存档于2022-06-24） （中文（中国大陆））.
109. 1 2 3 4  全国人民代表大会常务委员会. . 全国人大网 (北京). 2022-12-30  [2022-12-30]. （原始内容存档于2023-03-30） （中文（中国大陆））.
110. ↑  .   [2020-09-16]. （原始内容存档于2020-03-28）.
111. ↑  . 全国人民代表大会.   [2020-05-21]. （原始内容存档于2020-08-09）.
112. ↑  . 澎湃新闻.   [2020-06-28]. （原始内容存档于2020-06-28）.
113. ↑  长安新疆. . 澎湃新闻. 2021-01-06  [2021-01-07]. （原始内容存档于2021-01-08）.